# IDLH
IDLH (Immediately Dangerous to Life and Health) ist ein Referenzwert für die Maximalkonzentration eines Stoffes in der Luft, bei der man, wenn man innerhalb von 30 Minuten flüchtet, keine schweren oder bleibenden Schäden davonträgt. Der IDLH-Wert wurde in den 1970er Jahren von amerikanischen Behörden geschaffen, da man die stoffspezifische Konzentration kennen wollte, die bei Ausfallen eines Atemschutzgerätes immer noch die Flucht gewährleistet.

## Problembereiche
Problembereiche dieses Wertes sind, dass die Definition des Schutzziels nur ungenaue Kennzeichnungen des Schweregrads von tolerierten Effekten umfasst. Zudem ist das Vorgehen bei der Zeitextrapolation auf 30 Minuten vergleichsweise schematisch. Als dritter Punkt ist zu beachten, dass eine Auswertung der Daten nur auf der Ebene von Sekundärliteratur erfolgt und die Begründungen der Werte entsprechend ungenau sind.